# Parker County
Das Parker County ist ein County im Bundesstaat Texas der Vereinigten Staaten. Das U.S. Census Bureau hat bei der Volkszählung 2020 eine Einwohnerzahl von 148.222 ermittelt. Der Sitz der County-Verwaltung (County Seat) befindet sich in Weatherford.

## Geographie
Das County liegt etwa 120 km nordöstlich des geographischen Zentrums von Texas, gehört zum Dallas/Fort Worth Metroplex und hat eine Fläche von 2357 Quadratkilometern, wovon 17 Quadratkilometer Wasserfläche sind. Es grenzt im Uhrzeigersinn an folgende Countys: Wise County, Tarrant County, Johnson County, Hood County, Palo Pinto County und Jack County.

## Geschichte
Parker County wurde am 2. Dezember 1855 aus Teilen des Bosque County und Navarro County gebildet. Die Verwaltungsorganisation wurde am 11. März des folgenden Jahres abgeschlossen. Die Herkunft der Bezeichnung ist nicht vollständig geklärt, entweder wurde es nach Isaac Parker oder der Familie von Cynthia Ann Parker (1825–1871) benannt. Isaac Parker diente im Texanischen Unabhängigkeitskrieg und war Abgeordneter in der State Legislature der Republik Texas und des Bundesstaates Texas. Cynthia Ann war eine Neffin von Isaac und wurde als Kind von Comanchen entführt. Sie heiratete später Häuptling Peta Nocona und hatte mit ihm einen Sohn, Quanah Parker. Cynthia Ann weigerte sich, zu den Siedlern zurückzukehren und blieb bei den Comanchen.

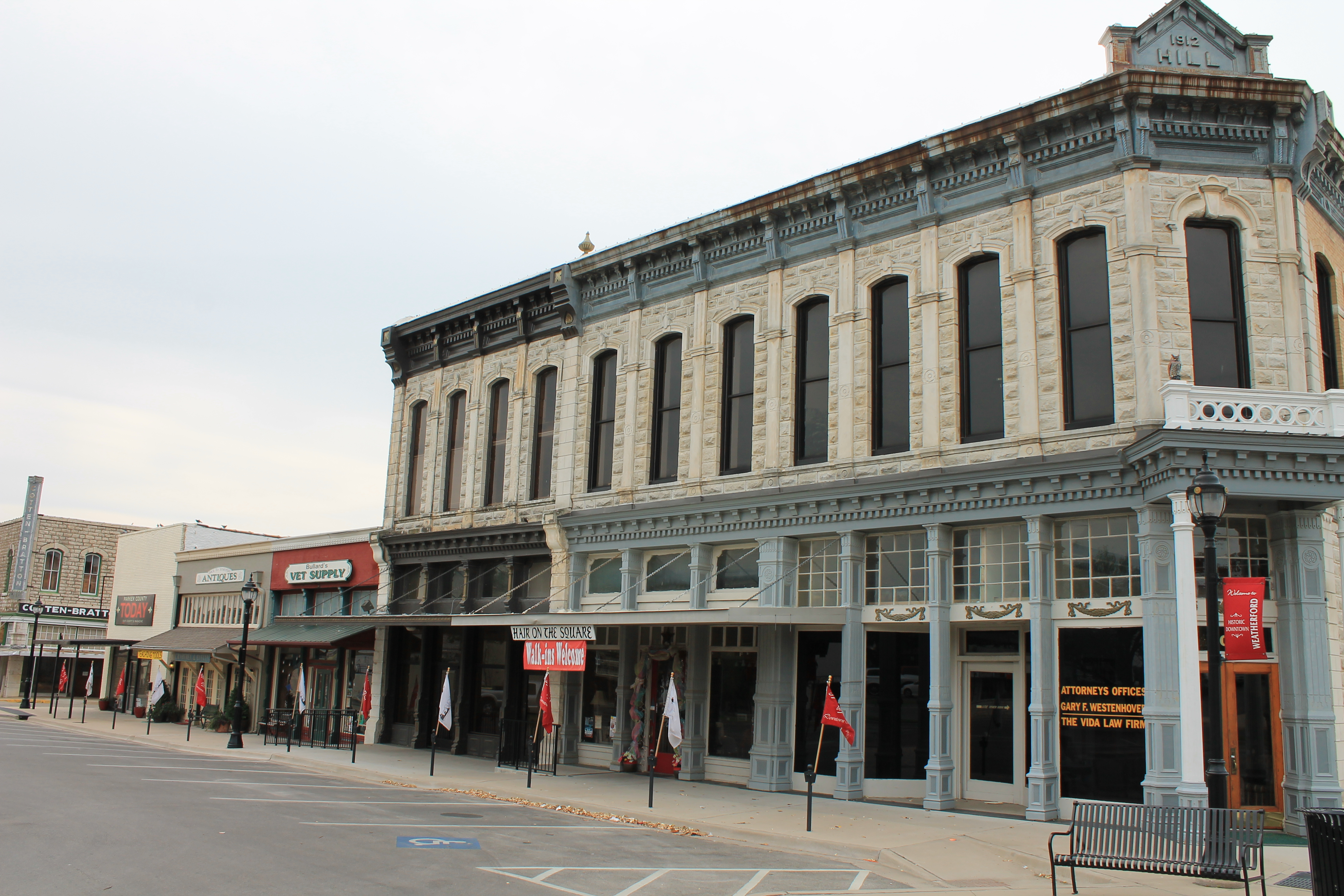
Im Weatherford Downtown Historic District (2012)

Fünf Bauwerke und Bezirke im County sind im National Register of Historic Places („Nationales Verzeichnis historischer Orte“; NRHP) eingetragen (Stand 30. November 2021), darunter die Chandor Gardens, das Parker County Courthouse und der Weatherford Downtown Historic District.

## Demografische Daten

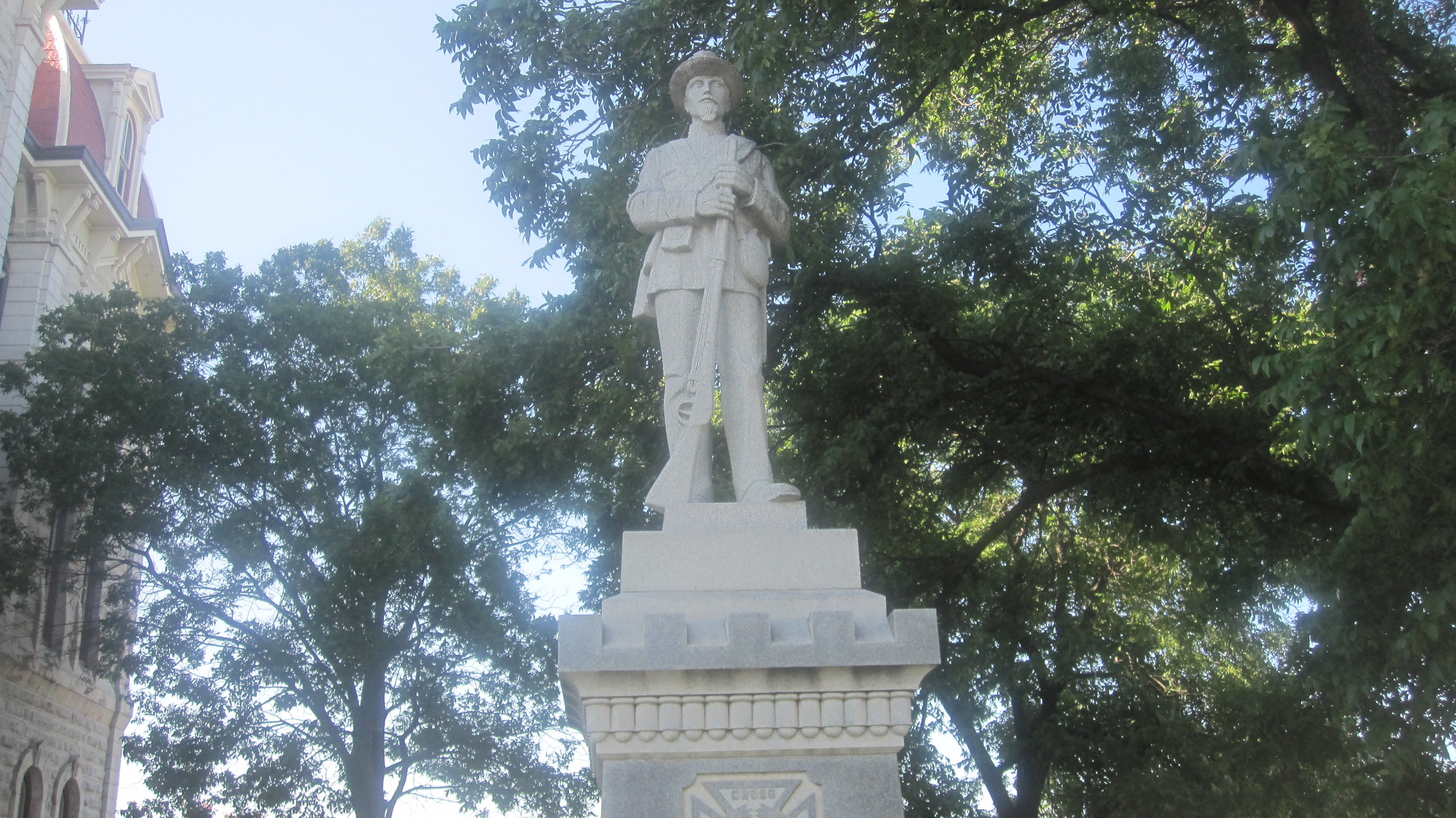
Statue für die konföderierten Soldaten vor dem Courthouse

Nach der Volkszählung im Jahr 2000 lebten im Parker County 98.495 Menschen in 31.131 Haushalten und 24.313 Familien. Die Bevölkerungsdichte betrug 38 Einwohner pro Quadratkilometer. Ethnisch betrachtet setzte sich die Bevölkerung zusammen aus 83,17 Prozent Weißen, 1,79 Prozent Afroamerikanern, 0,67 Prozent amerikanischen Ureinwohnern, 0,35 Prozent Asiaten, 0,02 Prozent Bewohnern aus dem pazifischen Inselraum und 12,61 Prozent aus anderen ethnischen Gruppen; 1,38 Prozent stammten von zwei oder mehr Ethnien ab. 7,02 Prozent der Einwohner waren spanischer oder lateinamerikanischer Abstammung.
Von den 31.131 Haushalten hatten 38,0 Prozent Kinder oder Jugendliche, die mit ihnen zusammen lebten. 65,6 Prozent waren verheiratete, zusammenlebende Paare, 8,7 Prozent waren allein erziehende Mütter und 21,9 Prozent waren keine Familien. 18,3 Prozent waren Singlehaushalte und in 7,1 Prozent lebten Menschen im Alter von 65 Jahren oder darüber. Die durchschnittliche Haushaltsgröße betrug 2,75 und die durchschnittliche Familiengröße betrug 3,11 Personen.
27,5 Prozent der Bevölkerung war unter 18 Jahre alt, 7,9 Prozent zwischen 18 und 24, 29,8 Prozent zwischen 25 und 44, 24,2 Prozent zwischen 45 und 64, und 10,5 Prozent waren 65 Jahre alt oder älter. Das Durchschnittsalter betrug 36 Jahre. Auf 100 weibliche Personen kamen 104,1 männliche Personen und auf 100 Frauen im Alter von 18 Jahren oder darüber kamen 102,1 Männer.
Das jährliche Durchschnittseinkommen eines Haushalts betrug 45.497 USD, das Durchschnittseinkommen einer Familie betrug 51.530 USD. Männer hatten ein Durchschnittseinkommen von 37.913 USD, Frauen 25.412 USD. Das Pro-Kopf-Einkommen betrug 20.305 USD. 5,9 Prozent der Familien und 8,3 Prozent der Einwohner lebten unterhalb der Armutsgrenze.

## Orte im County
- Adell
- Agnes
- Aledo
- Annetta North
- Annetta South
- Annetta
- Authon
- Azle
- Baker
- Bennett
- Briar
- Brock
- Brock Junction
- Buckner
- Center Point
- Cool
- Cresson
- Dennis
- Dicey
- Fox
- Garner
- Greenwood
- Harmony
- Hudson Oaks
- Iona
- La Junta
- Millsap
- Mineral Wells
- Peaster
- Poolville
- Punkin Center
- Reno
- Sabathany
- Sanctuary
- Springtown
- Tin Top
- Wampler
- Weatherford
- Whitt
- Willow Park